# レゴ スター・ウォーズ/フォースの覚醒
『レゴ スター・ウォーズ/フォースの覚醒』（英語: Lego Star Wars: The Force Awakens）は、映画『スター・ウォーズ/フォースの覚醒』を原作とし、TT Fusionが開発したレゴのアクションアドベンチャーコンピュータゲームである。TT Gamesの『レゴ スター・ウォーズ』シリーズとしては5作目となる。ルーカスフィルムのライセンスの下、2016年6月28日にワーナー・ブラザース・インタラクティブ・エンターテインメントよりiOS, Microsoft Windows、PlayStation 3、PlayStation 4、Xbox 360、Xbox One、ニンテンドー3DS、PlayStation Vita、Wii U用に発売された。 またFeral InteractiveによりOS X版が2016年6月30日に発売された。
ストーリーは映画の翻案の他、『ジェダイの帰還』から『フォースの覚醒』に至るまでの出来事描かれている。

## ゲーム内容
『レゴ®スター・ウォーズ/フォースの覚醒』では以前のレゴゲームには無かった新要素が導入されている。「マルチビルド」ではプレイヤーはブロックの建物を破壊し、再構築することでゲームを進行できる。また「ブラスターバトル」ではプレイヤーは物陰に隠れながら敵と戦うことができる。ゲームにはレイ、フィン、キャプテン・ファズマ、ポー・ダメロン、ハン・ソロ、カイロ・レン、C-3POやBB-8などのドロイドを含む200以上のプレイヤーキャラクターが登場し、惑星ジャクーやスターキラー基地などが舞台となる。さらにストーリーは映画の再現箇所に加え、『ジェダイの帰還』と『フォースの覚醒』の間を補完するキャラクターのバックストーリーがルーカスフィルムの協力のもとで挿入されている。

## 開発
2016年2月上旬、ワーナー・ブラザース・インタラクティブ・エンターテインメントは「世界で最も人気のあるエンターテインメントブランドの2つ」に関する新作に取り組んでいると仄めかした。ゲームは一部の小売業者により、その公式発表前の2016年2月2日にリークされた。デラックス・エディションにはシーズンパスとフィンのミニフィギュアが特典として付属しており、さらにPlayStation 3版とPlayStation 4版のプレイヤーはキャラクターパックやボーナスレベルを含む追加ダウンロードコンテンツを入手可能である。パックはそれぞれ「ドロイド・キャラクター・パック」と「ファントム・リンボ・レベル・パック」と題されている。ゲームは2016年6月28日よりMicrosoft Windows、PlayStation 3、PlayStation 4、PlayStation Vita、Xbox 360、Xbox One、ニンテンドー3DS、Wii U向けに発売された。

### 音声
ゲームではデイジー・リドリー、オスカー・アイザック、ジョン・ボイエガ、アダム・ドライバー、キャリー・フィッシャー、ハリソン・フォード、アンソニー・ダニエルズ、ドーナル・グリーソン、グェンドリン・クリスティー、マックス・フォン・シドー、マーク・ハミルが『フォースの覚醒』と同役の声優を担当する一方でアクバー提督役は他の『スター・ウォーズ』ゲームでも声の出演を果たしているトム・ケインが務めている。

## シリーズ
- レゴ スター・ウォーズ THE VIDEO GAME
- レゴ スター・ウォーズII THE ORIGINAL TRILOGY
  - レゴ スター・ウォーズ コンプリート サーガ
- Lego Star Wars III: The Clone Wars （日本語未対応）
- レゴ スター・ウォーズ/フォースの覚醒
- レゴ スター・ウォーズ：スカイウォーカー・サーガ